# Futoshiki

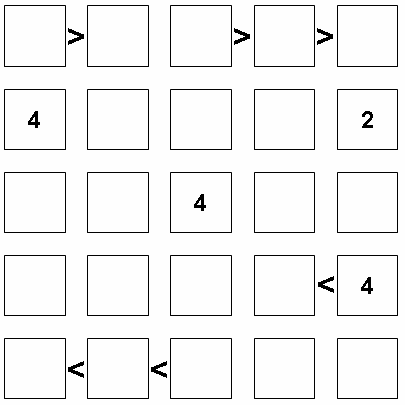
Um exemplo de um quebra-cabeça Futoshiki 5x5 ...

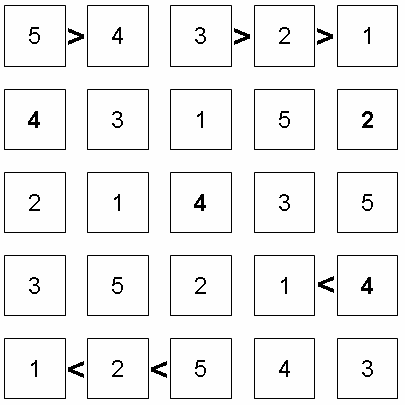
... e a sua solução

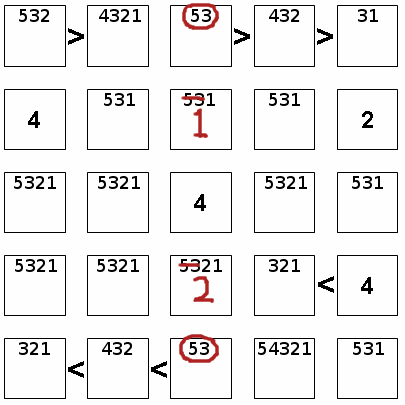
O primeiro passo para resolver o quebra-cabeça é enumerar possíveis valores com base em desigualdades e evitando duplicação em linhas e colunas. Em seguida, eliminação AB pode ser usada para restringir o leque de possibilidades. Como mostrado aqui, o primeiro e último quadrados da coluna do centro devem conter 5 e 3, então esses números podem ser excluídos do segundo e quarto quadrado.

Futoshiki (不等式, futōshiki) (不等式, futōshiki?) é um quebra-cabeça de lógica criado no Japão. Futoshiki significa "desigualdade" em japonês, e no Japão, o jogo também pode ser encontrado com o nome futōgo nanpure (不等号ナンプレ), onde futogo significa símbolos de desigualdade (como < e >) e nanpure vem do inglês "number play". Pode também ser escrito como hutosiki (usando o sistema Kunrei de romanização).

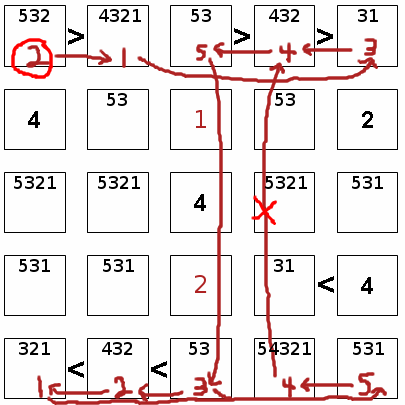
Dedução lógica dentro de desigualdades pode restringir o leque de possibilidades. Como mostrado aqui, um 2 no canto superior esquerdo requeriria um 1 na segunda posição, devido à primeira desigualdade; e isto, por sua vez, exigiria que o 3 ficasse na quinta posição. Continuando assim, se conclui que dois 4s precisariam ser colocado na mesma coluna, o que não é permitido.
Trocando o 2 no canto superior esquerdo por um 3 exigiria que a linha de cima fosse 3 2 5 4 1 e a linha inferior novamente seria 1 2 3 4 5 - levando à mesma contradição.
Apenas o 5 é admissível no canto superior esquerdo, a partir do qual podemos deduzir a linha de cima com 5 4 3 2 1 e a de baixo com 1 2 5 4 3. O restante da solução é feita por eliminação simples.

O quebra-cabeça é jogado em uma grade quadrada, por exemplo, com 5 x 5 quadradinhos. O objetivo é colocar os números de 1 a 5 (o número máximo corresponde às dimensões) de tal forma que cada linha e coluna contenha cada um dos dígitos 1 a 5. Alguns quadrados podem começar já preenchidos. Além disso, o tabuleiro contém certas restrições de desigualdade entre quadrados adjacentes, de forma que um número deva ser maior ou menor do que seu vizinho. Essas restrições devem ser honradas conforme a grade é preenchida.

## Resolução
Resolver o quebra-cabeça requer uma combinação de técnicas de lógica. Tanto os números em cada linha e coluna quanto as desigualdades restringem o número de valores possíveis para cada posição.
Uma vez que a tabela de possibilidades for determinada, uma tática crucial para resolver o quebra-cabeça envolve "eliminação AB", onde subconjuntos são identificados dentro de uma linha cujo intervalo de valores pode ser determinado. Por exemplo, se os dois primeiros quadrados dentro de uma linha somente podem conter ou 1 ou 2 então estes dois números podem ser excluídos dos quadrados restantes. Da mesma forma, se os três primeiros quadrados devem conter respectivamente 1 ou 2; 1 ou 3; e 1 ou 2 ou 3, os dois quadrados restantes devem conter outros valores (4 e 5 em um tabuleiro 5x5).
Outra técnica importante é trabalhar através da gama de possibilidades em desigualdades abertas. Um valor em um lado de uma desigualdade vai determinando outros até que uma contradição seja atingida e o primeiro valor possa ser eliminado.
Além disso, é garantido que muitos quebra-cabeças Futoshiki possuem soluções únicas. Se isto for rigorosamente verdadeiro, então regiões no formato
```
A . B
. . .
B . A
```

não podem estar presentes, a menos que uma desigualdade ou número pré-preenchido possa especificar qual dos dois números é B, senão a rotação dos quatro valores produziria uma solução válida.
Um quebra-cabeça Futoshiki resolvido é um quadrado latino. Como no caso do Sudoku, quebra-cabeças Futoshiki mais difíceis requerem técnicas mais complexas de resolução envolvendo padrões em cadeia.